# 82e cérémonie des Oscars
La 82e cérémonie des Oscars du cinéma s’est déroulée le 7 mars 2010 au Kodak Theater de Los Angeles et a récompensé des films sortis en 2009. Elle a été retransmise par le réseau de télévision américain ABC et présentée par Steve Martin et Alec Baldwin.
Le 24 juin 2009, l'ancien président de l'Académie Sid Ganis a annoncé lors d'une conférence de presse que la cérémonie de 2010 présenterait désormais dix films dans la catégorie Oscar du meilleur film, au lieu de cinq auparavant.
Les nominations ont été dévoilées en direct le mardi 2 février 2010 à 5h30 (heure du pacifique, 14h30 en France) au Samuel Goldwyn Theater de Beverly Hills en Californie, par Tom Sherak, le nouveau président de l'Académie, et par l'actrice Anne Hathaway.
Avatar et Démineurs ont reçu chacun neuf nominations, opposant ainsi Kathryn Bigelow et James Cameron, mariés de 1989 à 1991. La cérémonie marque un tournant dans l'histoire des Oscars ; Kathryn Bigelow étant la première femme à remporter l'Oscar du meilleur réalisateur, mais déjà la quatrième à être nommée dans cette catégorie après Lina Wertmüller en 1977, Jane Campion en 1994 et Sofia Coppola en 2004. Cela marque aussi la seizième nomination de Meryl Streep pour l'Oscar de la meilleure actrice, nouveau record pour cette catégorie.

## Présentateurs et intervenants
Par ordre d'apparition :
- Neil Patrick Harris qui commence en chanson
- Steve Martin et Alec Baldwin, maîtres de cérémonie
- Penelope Cruz, remise de l'Oscar du meilleur acteur dans un second rôle
- Cameron Diaz et Steve Carell, remise de l'Oscar du meilleur film d'animation
- Miley Cyrus et Amanda Seyfried, remise de l'Oscar de la meilleure chanson originale
- Tina Fey et Robert Downey Jr, remise de l'Oscar du meilleur scénario original
- hommage à John Hughes
- Zoe Saldana et Carey Mulligan, remise de l'Oscar du meilleur court-métrage d'animation, du Meilleur court-métrage documentaire et du Meilleur court métrage en prises de vues réelles
- Ben Stiller, remise de l'Oscar du meilleur maquillage
- Jake Gyllenhaal et Rachel McAdams, remise de l'Oscar du meilleur scénario adapté
- Queen Latifah, remise des Oscar d'honneur
- Robin Williams, remise de l'Oscar de la meilleure actrice dans un second rôle
- Sigourney Weaver, remise de l'Oscar de la meilleure direction artistique
- Tom Ford et Sarah Jessica Parker, remise de l'Oscar des meilleurs costumes
- Matt Damon, remise de l'Oscar du meilleur film documentaire
- Pedro Almodóvar et Quentin Tarantino, remise de l'Oscar du meilleur film étranger
- Kate Winslet, remise de l'Oscar du meilleur acteur
- Sean Penn, remise de l'Oscar de la meilleure actrice
- Barbra Streisand, remise de l'Oscar du meilleur réalisateur
- Tom Hanks, remise de l'Oscar du meilleur film

## Palmarès
Les lauréats sont indiqués ci-dessous en premier de chaque catégorie et en gras.

### Meilleur film
- Démineurs (The Hurt Locker)
  - Avatar
  - The Blind Side
  - District 9
  - Une éducation (An Education)
  - Inglourious Basterds
  - Là-haut (Up)
  - Precious (Precious: Based on the Novel 'Push' by Sapphire)
  - A Serious Man
  - In the Air (Up in the Air)

### Meilleur réalisateur
- Kathryn Bigelow - Démineurs (The Hurt Locker)
  - James Cameron - Avatar
  - Quentin Tarantino - Inglourious Basterds
  - Lee Daniels – Precious (Precious: Based on the Novel 'Push' by Sapphire)
  - Jason Reitman – In the Air (Up in the Air)

### Meilleur acteur
- Jeff Bridges pour le rôle de Bad Blake dans Crazy Heart
  - George Clooney pour le rôle de Ryan Bingham dans In the Air (Up in the Air)
  - Colin Firth pour le rôle de George dans A Single Man
  - Morgan Freeman pour le rôle de Nelson Mandela dans Invictus
  - Jeremy Renner pour le rôle du Sergent William James dans Démineurs (The Hurt Locker)

### Meilleure actrice
- Sandra Bullock pour le rôle de Leigh Anne Tuohy dans The Blind Side
  - Helen Mirren pour le rôle de Sophie Tolstoï dans Tolstoï, le dernier automne (The Last Station)
  - Carey Mulligan pour le rôle de Jenny dans Une éducation (An Education)
  - Gabourey Sidibe pour le rôle de Claireece Precious Jones dans Precious (Precious: Based on the Novel 'Push' by Sapphire)
  - Meryl Streep pour le rôle de Julia Child dans Julie et Julia (Julie and Julia)

### Meilleur acteur dans un second rôle
- Christoph Waltz pour le rôle du colonel Hans Landa dans Inglourious Basterds
  - Matt Damon pour le rôle de Francois Pienaar dans Invictus
  - Woody Harrelson pour le rôle du capitaine Tony Stone dans The Messenger
  - Christopher Plummer pour le rôle de Léon Tolstoï dans Tolstoï, le dernier automne (The Last Station)
  - Stanley Tucci pour le rôle de George Harvey dans Lovely Bones (The Lovely Bones)

### Meilleure actrice dans un second rôle
- Mo'Nique pour le rôle de Mary Lee Johnston dans Precious (Precious:  Based on the Novel 'Push' by Sapphire)
  - Penélope Cruz pour le rôle de Carla Albanese dans Nine
  - Vera Farmiga pour le rôle d'Alex dans In the Air (Up in the Air)
  - Maggie Gyllenhaal pour le rôle de Jean Craddock dans Crazy Heart
  - Anna Kendrick pour le rôle de Natalie Keener dans In the Air (Up in the Air)

### Meilleur scénario original
- Démineurs (The Hurt Locker) – Mark Boal
  - Inglourious Basterds – Quentin Tarantino
  - The Messenger – Alessandro Camon et Oren Moverman
  - A Serious Man – Joel et Ethan Coen
  - Là-haut (Up) – Pete Docter et Bob Peterson

### Meilleur scénario adapté
- Precious (Precious: Based on the Novel 'Push' by Sapphire) – Geoffrey Fletcher, d'après le roman Push de Sapphire
  - District 9  – Neill Blomkamp  et Terri Tatchell, d'après le court-métrage Alive in Joburg de Neill Blomkamp
  - Une éducation (An Education) – Nick Hornby, d'après le livre An Education de Lynn Barber
  - In the Loop – Simon Blackwell, Jesse Armstrong,  Armando Iannucci  et Tony Roche, d'après le personnage Malcolm Tucker de la série télévisée The Thick of It créée par Armando Iannucci
  - In the Air (Up in the Air) – Jason Reitman et Sheldon Turner, d'après le roman Up in the Air de Walter Kirn

### Meilleure direction artistique
- Avatar – Rick Carter (direction artistique) et Robert Stromberg (décors)
  - L’Imaginarium du docteur Parnassus (The Imaginarium of Doctor Parnassus) – Dave Warren, Anastasia Masaro (direction artistique) et Caroline Smith (décors)
  - Nine – John Myhre (direction artistique) et Gordon Sim (décors)
  - Sherlock Holmes – Sarah Greenwood (direction artistique) et Katie Spencer (décors)
  - Victoria : Les Jeunes Années d'une reine (The Young Victoria) – Patrice Vermette (direction artistique) et Maggie Gray (décors)

### Meilleurs costumes
- Victoria : Les Jeunes Années d'une reine (The Young Victoria) – Sandy Powell
  - Bright Star – Janet Patterson
  - Coco avant Chanel – Catherine Leterrier
  - L'Imaginarium du docteur Parnassus (The Imaginarium of Doctor Parnassus) – Monique Prudhomme
  - Nine – Colleen Atwood

### Meilleur maquillage
- Star Trek – Barney Burman, Mindy Hall et Joel Harlow
  - Il divo – Aldo Signoretti et Vittorio Sodano
  - Victoria : Les Jeunes Années d'une reine (The Young Victoria) – Jon Henry Gordon et Jenny Shircore

### Meilleure photographie
- Avatar – Mauro Fiore
  - Harry Potter et le Prince de sang-mêlé (Harry Potter and the Half-Blood Prince) – Bruno Delbonnel
  - Démineurs (The Hurt Locker) – Barry Ackroyd
  - Inglourious Basterds – Robert Richardson
  - Le Ruban blanc (Das weiße Band) – Christian Berger

### Meilleur montage
- Démineurs (The Hurt Locker) – Chris Innis et Bob Murawski
  - Avatar – James Cameron, John Refoua et Stephen E. Rivkin
  - District 9 – Julian Clarke
  - Inglourious Basterds – Sally Menke
  - Precious (Precious: Based on the Novel 'Push' by Sapphire) – Joe Klotz

### Meilleur montage de son
- Démineurs (The Hurt Locker) – Paul N.J. Ottosson
  - Avatar – Christopher Boyes et Gwendolyn Yates Whittle
  - Inglourious Basterds – Wylie Stateman
  - Star Trek – Mark Stoeckinger et Alan Rankin
  - Là-haut (Up) – Michael Silvers et Tom Myers

### Meilleur mixage de son
- Démineurs (The Hurt Locker) – Paul N.J. Ottosson et Ray Beckett
  - Avatar – Christopher Boyes, Gary Summers, Andy Nelson et Tony Johnson
  - Inglourious Basterds – Michael Minkler, Tony Lamberti et Mark Ulano
  - Star Trek – Anna Behlmer, Andy Nelson et Peter J. Devlin
  - Transformers 2 : La Revanche (Transformers: Revenge of the Fallen) – Greg P. Russell (en), Gary Summers et Geoffrey Patterson (en)

### Meilleurs effets visuels
- Avatar
  - District 9
  -  Star Trek

### Meilleure chanson
- The Weary Kind – Crazy Heart
  - Almost There – La Princesse et la Grenouille (The Princess And The Frog)
  - Down in New Orleans – La Princesse et la Grenouille (The Princess And The Frog)
  - Loin de Paname – Faubourg 36
  - Take It All – Nine

### Meilleure musique de film
- Là-haut (Up) – Michael Giacchino
  - Avatar – James Horner
  - Démineurs (The Hurt Locker) – Marco Beltrami et Beck Sanders
  - Fantastic Mr. Fox – Alexandre Desplat
  - Sherlock Holmes – Hans Zimmer

### Meilleur film international
- Dans ses yeux (El secreto de sus ojos) de Juan José Campanella •  Argentine (en espagnol)
  - Ajami (عجمي / עג'מי) de Scandar Copti et Yaron Shani •  Israël (en hébreu, arabe)
  - Le Ruban blanc (Das weiße Band) de Michael Haneke •  Allemagne (en allemand)
  - Un prophète de Jacques Audiard •  France (en français)
  - Fausta (La teta asustada) de Claudia Llosa •  Pérou (en espagnol, quechua)

### Meilleur film d'animation
- Là-haut (Up)
  - Brendan et le secret de Kells (The Secret of Kells)
  - Coraline
  - Fantastic Mr. Fox
  - La Princesse et la Grenouille (The Princess and the Frog)

### Meilleur film documentaire
- The Cove
  - Burma VJ
  - Food, Inc.
  - The Most Dangerous Man in America
  - Which Way Home

### Meilleur court métrage (prises de vues réelles)
- The New Tenants
  - The Door
  - Instead of Abracadabra
  - Kavi
  - Miracle Fish

### Meilleur court métrage (documentaire)
- Music by Prudence
  - China’s Unnatural Disaster: The Tears of  Sichuan Province
  - The Last Campaign of Governor Booth Gardner
  - The Last Truck: Closing of a GM Plant
  - Rabbit à la Berlin

### Meilleur court métrage (animation)
- Logorama
  - French Roast
  - Granny O’Grimm’s Sleeping Beauty
  - La Dama y la Muerte
  - Sacré pétrin (A Matter of Loaf and Death)

### Oscars spéciaux
Remis au cours de la 1re cérémonie des Governors Awards en novembre 2009.

#### Oscars d'honneur
- Gordon Willis
- Lauren Bacall
- Roger Corman

#### Irving G. Thalberg Memorial Award
- John Calley

## Statistiques

### Nominations multiples
- 9 : Avatar, Démineurs
- 8 : Inglourious Basterds
- 6 : Precious, In the Air
- 5 : Là-haut
- 4 : District 9, Nine, Star Trek
- 3 :  Une éducation, Crazy Heart, La Princesse et la Grenouille, Victoria : Les Jeunes Années d'une reine
- 2 : The Blind Side, A Serious Man, The Last Station, Invictus, The Messenger, Le Ruban blanc, Fantastic Mr. Fox, L'Imaginarium du docteur Parnassus, Sherlock Holmes

### Récompenses multiples
- 6 / 9 : Démineurs
- 3 / 9 : Avatar
- 2 / 6 : Precious
- 2 / 5 : Là-haut
- 2 / 3 : Crazy Heart

### Les grands perdants
- 1 / 8 : Inglourious Basterds
- 1 / 4 : Star Trek
- 1 / 3 : Victoria : Les Jeunes Années d'une reine
- 1 / 2 : The Blind Side
- 0 / 6 : In the Air
- 0 / 4 : District 9
- 0 / 4 : Nine
- 0 / 3 : Une éducation
- 0 / 3 : La Princesse et la Grenouille

## Hommages
L'hommage annuel rendu par l'Académie aux personnalités disparues l'année précédente a été présenté par l'actrice Demi Moore. Le chanteur James Taylor a chanté le titre In My Life des Beatles durant cet hommage. Voici la liste des célébrités présentes à cet hommage :
| - Patrick Swayze - Maurice Jarre - Monte Hale - Jean Simmons - Tullio Pinelli - Éric Rohmer - Ken Annakin - David Carradine - Gareth Wigan - Daniel Melnick (en) - Howard Zieff - Dom DeLuise - Army Archerd - Ron Silver - Brittany Murphy - Lou Jacobi - Simon Channing-Williams | - Betsy Blair - Joseph Wiseman - Jack Cardiff - Kathryn Grayson - Arthur Canton - Nat Boxer - Millard Kaufman - Roy E. Disney - Larry Gelbart - Horton Foote - Robert Woodruff Anderson - Budd Schulberg - Michael Jackson - Natasha Richardson - Jennifer Jones - David Brown - Karl Malden |

Un autre hommage a eu lieu dans la soirée pour le réalisateur John Hughes, présentés par les acteurs Matthew Broderick, Molly Ringwald, Judd Nelson, Ally Sheedy, Anthony Michael Hall, Macaulay Culkin et Jon Cryer,,.
L'hommage officiel de la cérémonie présenté par Demi Moore n'a inclus que 30 de la centaine de personnalités décédées. Ainsi, Farrah Fawcett, Ed McMahon, Lou Albano, Henry Gibson et Bea Arthur n'y sont pas présents. Le critique Roger Ebert a reproché l' « oubli » de Farrah Fawcett sur Twitter. Certains ont également critiqué la présence de Michael Jackson dans le montage-hommage.